# Хедленд (Алабама)
Хе́дленд (англ. Headland) — крупнейший город округа Генри, штат Алабама. Население по переписи 2020 года — 4973 человека.

## География
Находится в 143 км к юго-востоку от административного центра штата, города Монтгомери. По данным Бюро переписи США, общая площадь города равняется 78,59 км², из которых 78,56 км² составляет суша и 0,03 км² — водные объекты (0,04 %). К востоку от города проходит автомагистраль , соединяющая северные и южные части округа. К северу от Хедленда расположен одноимённый муниципальный аэропорт.

## История
Основан в 1871 году на землях, находившихся во владении врача Джеймса Хеда. 10 октября того же года в городе открыли первое почтовое отделение. В 1879 году Хед продал землю Хоси Пауэллу, который в 1884 году перепродал её Уильяму Оутсу. Основной отраслью промышленности города стала заготовка и переработка древесины. Инкорпорация Хедленда произошла либо в 1884, либо в 1893 году (источники расходятся в отношении точной даты).
В 1893 году через город был проложен участок железной дороги, что способствовало его расширению. В первые десятилетия XX века Хедленд являлся центром переработки хлопка. Нашествие жука-долгоносика заставило местных фермеров, выращивавших хлопок, перейти на возделывание других культур. Город стал центром переработки арахиса, производство которого достигло своего пика в 1950-х годах. В 1927 году население города достигло отметки в 2000 человек и оставалось на этом уровне на протяжении всей Великой депрессии, а затем неуклонно росло по окончании Второй мировой войны. С начала XXI века Хедленд является одним из самых быстрорастущих городов Алабамы. В городе расположено здание Национальной исследовательской лаборатории при Министерстве сельского хозяйства, специализирующейся на изучении арахиса.

## Население
| Год переписи                    | Нас. |  | %±    |
| ------------------------------- | ---- |  | ----- |
| 1900                            | 602  |  | —     |
| 1910                            | 1090 |  | 81,1% |
| 1920                            | 1252 |  | 14,9% |
| 1930                            | 1811 |  | 44,6% |
| 1940                            | 2052 |  | 13,3% |
| 1950                            | 2091 |  | 1,9%  |
| 1960                            | 2650 |  | 26,7% |
| 1970                            | 2545 |  | −4%   |
| 1980                            | 3327 |  | 30,7% |
| 1990                            | 3266 |  | −1,8% |
| 2000                            | 3523 |  | 7,9%  |
| 2010                            | 4510 |  | 28%   |
| 2020                            | 4973 |  | 10,3% |
| 1900–2020 U.S. Decennial Census |      |  |       |

По переписи населения 2020 года, в городе проживало 8107 жителей. Плотность населения — 63,3 чел. на один квадратный километр. Расовый состав населения: белые — 71,2 %, чёрные или афроамериканцы — 23,49 %, испаноязычные или латиноамериканцы — 1,17 % и представители других рас — 4,14 %.

## Экономика
По данным переписи 2020 года, средний годичный доход домохозяйства составляет 65 278 долларов, что на 26,23 % выше среднего уровня по округу и на 25,45 % выше среднего по штату. Доля населения, находящегося за чертой бедности, — 7,4 %.

## Образование
Школы Хедленда являются частью системы образования округа Генри. В городе находятся три школы: одна начальная и две средние.

## Культура и достопримечательности
Загородный клуб «Хедленд» расположен в четырех милях к востоку от города. Комплекс располагает 18-луночным полем для гольфа и бассейном. 
Общественная площадь Хедленда — центральный парк города, в котором расположен монумент Spirit of the American Doughboy, возведённый в 1926 году. В городе функционируют два парка отдыха с софтбольными полями, а также два муниципальных теннисных корта. Ежегодно в Хедленде проходят следующие мероприятия: фестиваль лилейников (июнь), фестиваль в честь дня сбора урожая (октябрь) и рождественский фестиваль (декабрь).